# Tarama

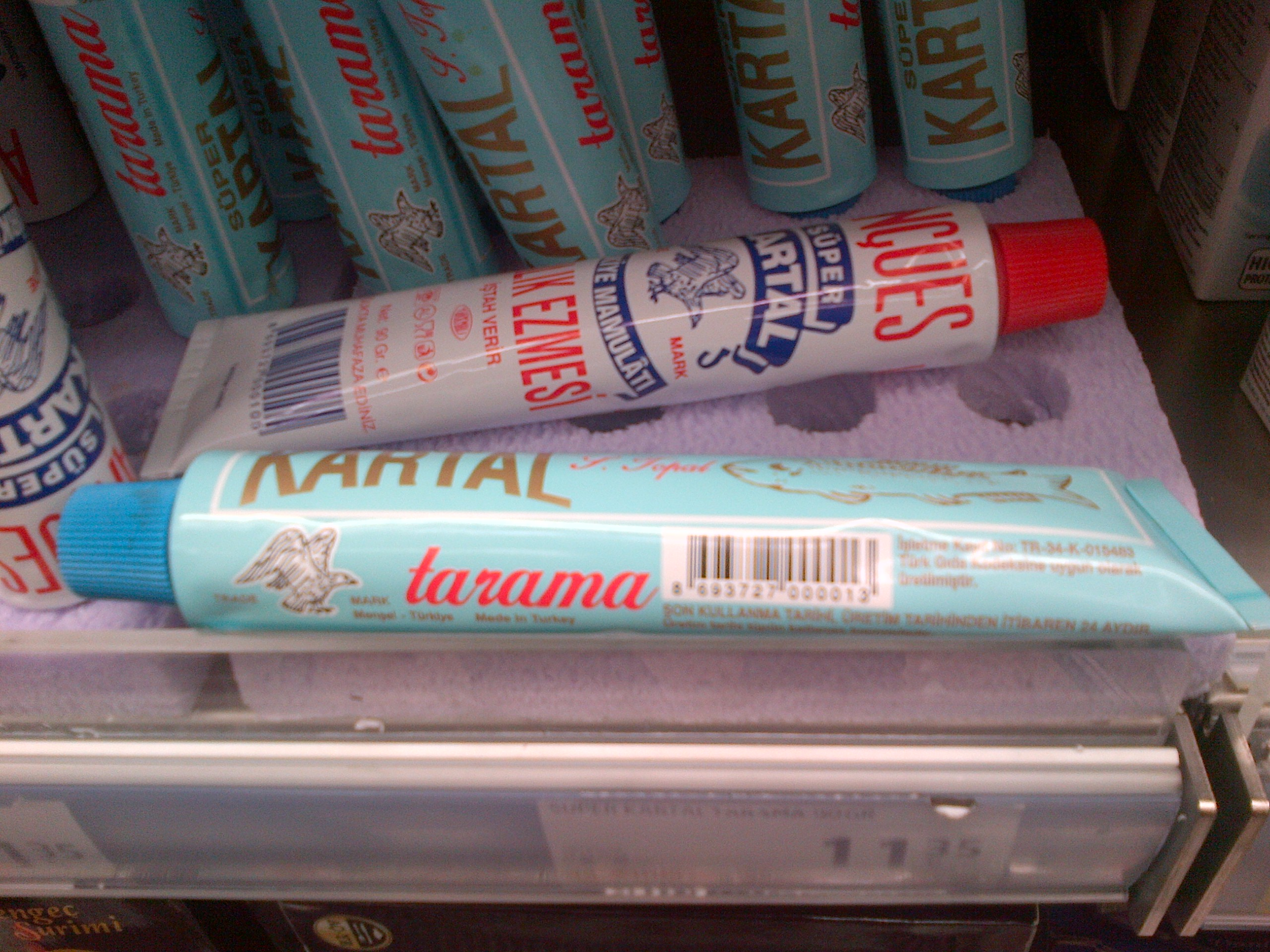
A Turquia la tarama també es ven en tub.

La Tarama (turc), taramosalata (grec: ταραμοσαλάτα, turc: tarama) o salată de icre (amanida de caviar en romanès) és un plat típic de la gastronomia grega, turca i romanesa, que forma part dels mezes.
Tarama és fresa de peix en salaó i curades de carpa, encara que existeixen varietats d'altres espècies, especialment de bacallà. La fresa de peix es barreja amb suc de llimona, ceba, all, olives i de vegades rostes.
Sol menjar-se untada en una llesca de pa o verdures com tomàquet, cogombre i olives, i és un pla típic de les festes religioses en què no es pot menjar carn, com ara Dilluns Net.